# Глен Хајтс (Тексас)
Глен Хајтс (енгл. Glenn Heights) град је у америчкој савезној држави Тексас. По попису становништва из 2010. у њему је живело 11.278 становника.

## Демографија
Према попису становништва из 2010. у граду је живело 11.278 становника, што је 4.054 (56,1%) становника више него 2000. године.
| Група             | 2000.         | 2010.         |
| Белци             | 4.120 (57,0%) | 2.844 (25,2%) |
| Афроамериканци    | 1.815 (25,1%) | 5.644 (50,0%) |
| Азијати           | 28 (0,4%)     | 68 (0,6%)     |
| Хиспаноамериканци | 1.137 (15,7%) | 2.502 (22,2%) |
| Укупно            | 7.224         | 11.278        |